# Alquenila
Alquenila ou alcenila é um grupo de  radicais orgânicos derivados dos alcenos, cuja valência livre ( elétron livre ) está localizada num átomo de carbono de dupla ligação (C=C).
Na nomenclatura recebem a terminação enil ou enila.
Estruturalmente, os  mais simples são:
- Etenil ou vinil: *CH=CH2

- 1-propenil:  *CH=CH-CH3

- isopropenil: CH2=C*-CH3